# Département de Tala
Le département de Tala est une des 17 subdivisions de la province d'Entre Ríos, en Argentine. Son chef-lieu est la ville de Rosario del Tala.
Le département a une superficie de 2 663 km2. Sa population s'élevait à 25 892 habitants au recensement de 2001.

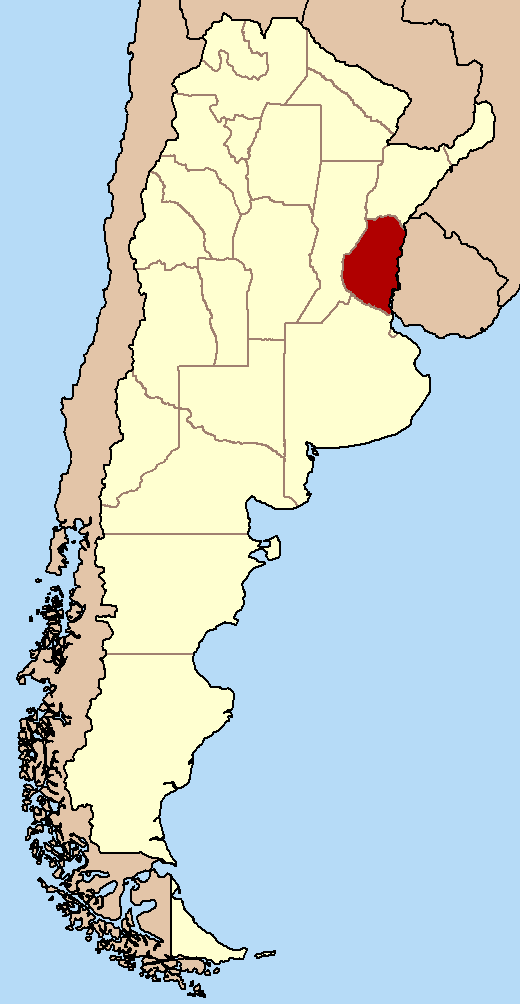
Localisation de la province d'Entre Ríos en Argentine.

## Villes et localités
- Altamirano Sur
- Arroyo Clé
- Durazno
- Estación Gobernador Sola
- Guardamonte
- Gobernador Mansilla
- Maciá
- Rosario del Tala, chef-lieu